# Google Code

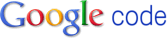

Google Code es un sitio de alojamiento de código auspiciado por Google, enfocado inicialmente en desarrolladores interesados en los proyectos de software libre y código abierto relacionados con los servicios y productos de la propia Google. El sitio llegó a albergar proyectos de códigos fuente abiertos, una lista de sus servicios de apoyo público y un API.

## Proyectos

### Gears
Gears es un software beta ofrecido por Google que permite el acceso a servicios que normalmente necesitan internet para funcionar sin que el usuario esté conectado a la red. Se instala una de base de datos, basada en SQLite, en el sistema del usuario para almacenar datos localmente. Las páginas habilitadas para su uso con Gears utilizan la información de la base de datos en lugar del servicio en línea. Utilizando Gears, una aplicación web puede sincronizar los datos de la base local con el servicio en línea periódicamente. Si no hay ninguna conexión de red disponible, la sincronización se aplaza hasta que una conexión haya sido establecida. Así, Gears permite funcionar a las aplicaciones web incluso si no hay conexión a internet en ese momento.

### Google Web Toolkit
El Google Web Toolkit (GWT) es un conjunto de herramientas de código abierto permite a los desarrolladores crear aplicaciones Ajax en el lenguaje de programación Java . GWT permite el rápido desarrollo y depuración, en cualquier Java IDE, entre servidor y cliente. Después, el compilador de GWT traduce las aplicaciones Java en sus equivalentes en JavaScript, el cual manipula un navegador web HTML DOM utilizando DHTML. GWT da eficientes soluciones a las complicaciones de Ajax, principalmente RPC, control del historial, marcadores y portabilidad a otros navegadores. Es liberado bajo la licencia Apache versión 2.0.

### Cierre de servicio
Google anunció el cierre del servicio el 26 de enero de 2016, el 12 de marzo de 2015 ningún proyecto nuevo podía ser agregado y el 24 de agosto de 2015 el servicio entró en modo solo lectura, desde la fecha del anuncio del cierre se ofrece soporte para migrar a otras plataformas. De forma paralela el 17 de marzo de 2005 comenzó a funcionar Google Developers como su sucesor.